# Ed (nome)
Ed  è un nome proprio di persona inglese maschile.

## Varianti
- Maschili: Eddie[1][2], Eddy[1]

## Origine e diffusione
È un ipocoristico, ossia una forma abbreviata, di nomi che iniziano per Ed-, come ad esempio Edwin, Edmund, Edward, Edgar e via dicendo. A partire dal XIX secolo è cominciato un suo uso indipendente dal nome origine.

## Onomastico
L'onomastico si festeggia lo stesso giorno del nome da cui è derivato.

## Persone

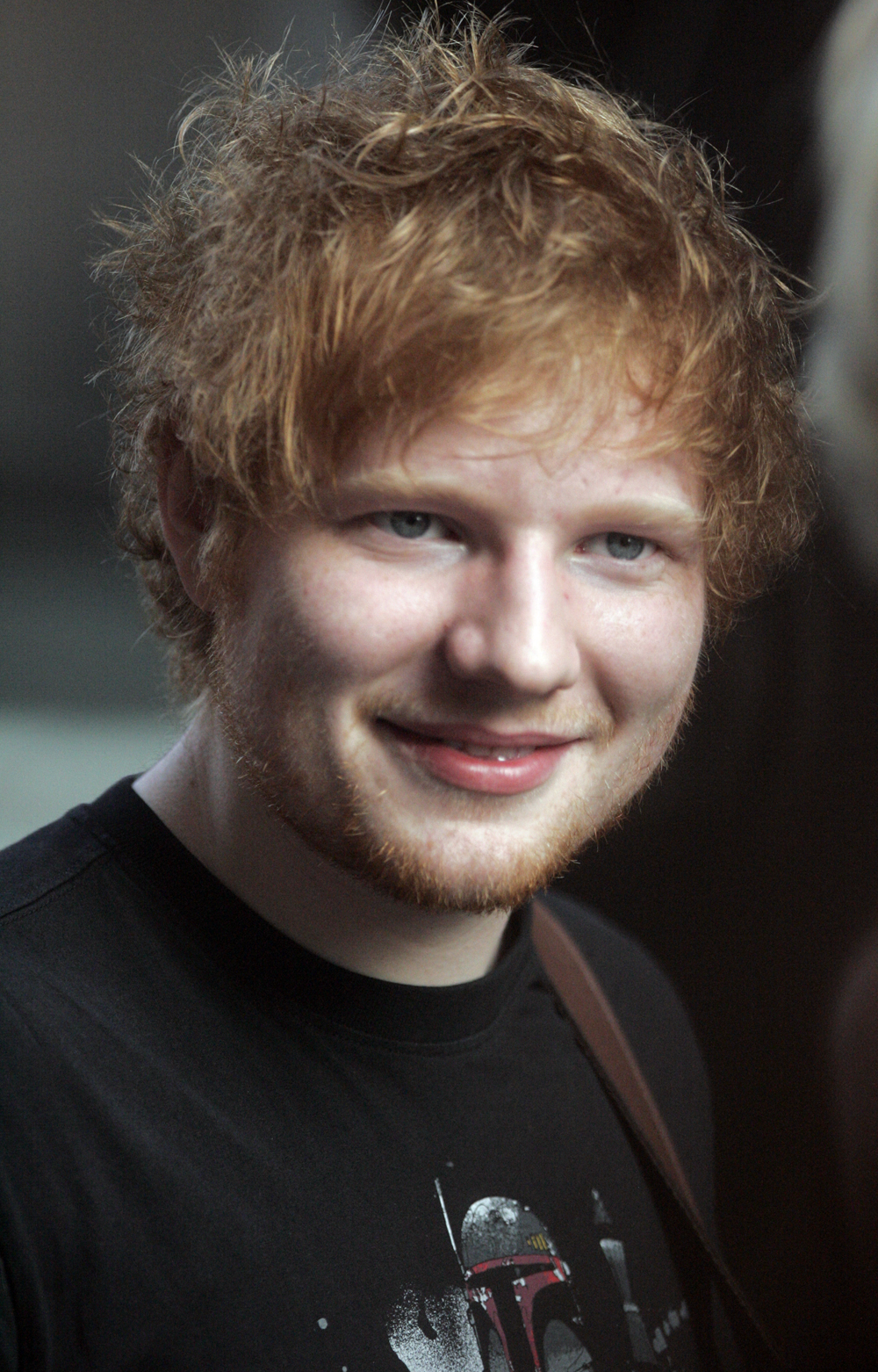
Ed Sheeran

- Ed Boon, programmatore e autore di videogiochi statunitense
- Ed Greenwood, autore di giochi e scrittore statunitense
- Ed Harris, attore, regista, scrittore e produttore cinematografico statunitense
- Ed Lover, rapper, attore, musicista e presentatore radiofonico statunitense,
- Ed Powers, produttore cinematografico, regista e attore pornografico statunitense
- Ed Roth, artista e animatore statunitense
- Ed Sheeran, cantautore britannico
- Ed Sullivan, conduttore televisivo e giornalista statunitense
- Ed Westwick, attore e cantante britannico

### Variante Eddie
- Eddie Cahill, attore statunitense
- Eddie Clarke, chitarrista inglese

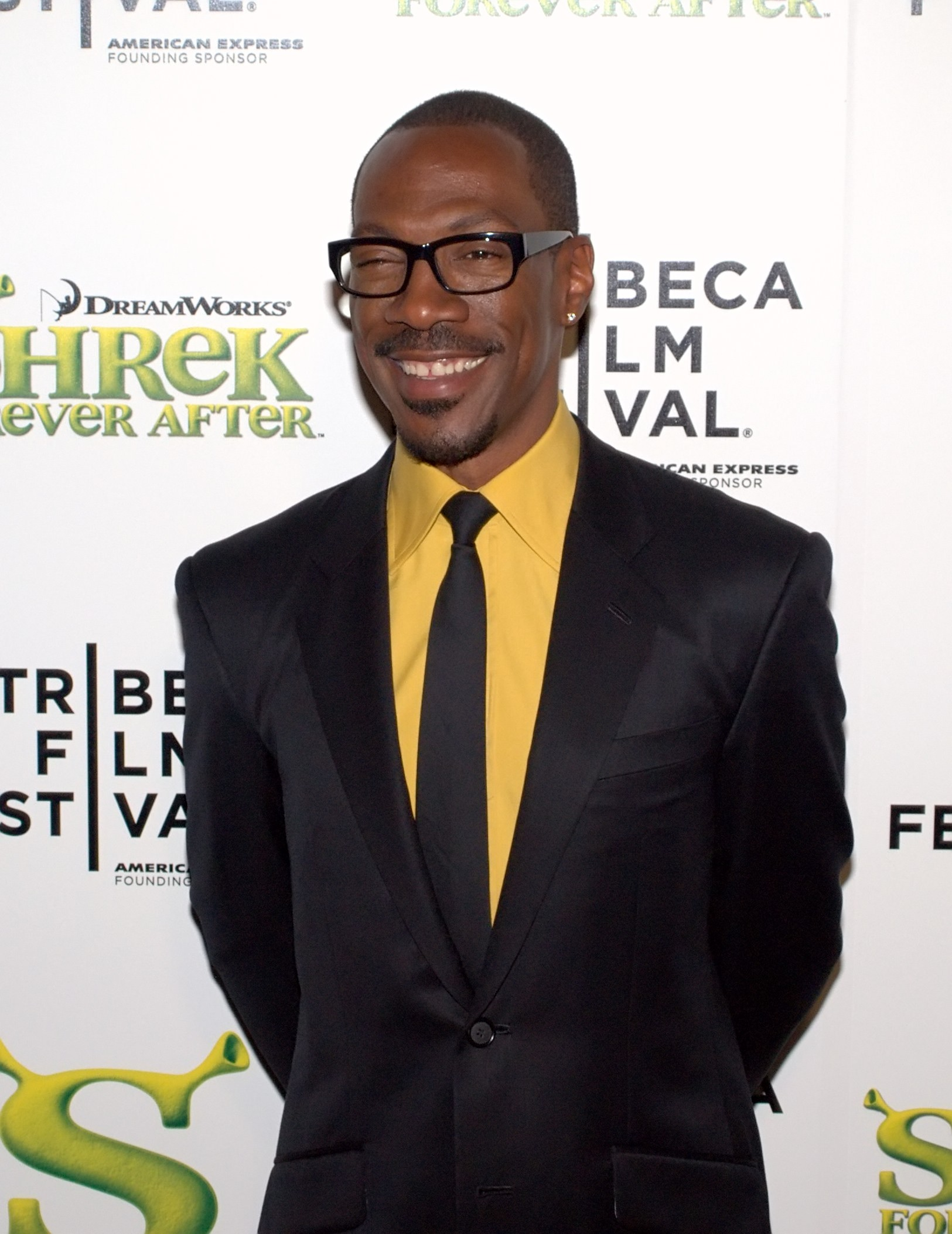
Eddie Murphy

- Eddie Cochran, cantante e compositore statunitense
- Eddie Cheever, pilota automobilistico statunitense
- Eddie Guerrero, wrestler messicano naturalizzato statunitense
- Eddie Irvine, pilota automobilistico britannico
- Eddie Izzard, comico, cabarettista e attore britannico
- Eddie Lacy, giocatore di football americano statunitense
- Eddie Lyons, attore, regista, sceneggiatore e produttore cinematografico statunitense
- Eddie Murphy, attore, comico, doppiatore, autore televisivo, cabarettista e cantante statunitense
- Eddie Redmayne, attore e modello britannico
- Eddie van Halen, chitarrista olandese naturalizzato statunitense
- Eddie Vedder, cantautore e chitarrista statunitense

### Variante Eddy
- Eddy Grant, musicista, cantante e produttore discografico guyanese naturalizzato britannico
- Eddy Huntington, cantante britannico
- Eddy Merckx, ciclista su strada, pistard e ciclocrossista belga
- Eddy Ottoz, atleta italiano

## Il nome nelle arti
- Ed, Edd e Eddy sono i protagonisti della serie animata Ed, Edd & Eddy.
- Eddy Gordo è un personaggio della serie di videogiochi Tekken.
- Eddie Munson è il nome di un personaggio secondario nella serie  Netflix Stranger Things
- Ed è il nome del protagonista della serie animata Best Ed.